# تنام باتاغوني
تنام باتاغوني (الاسم العلمي: Tinamotis ingoufi) هو نوع من الطيور يتبع جنس التنام مزيف من فصيلة التنامية.